# Bucculatrix hagnopis
Bucculatrix hagnopis är en fjärilsart som beskrevs av Edward Meyrick 1930. Bucculatrix hagnopis ingår i släktet Bucculatrix och familjen kronmalar. Inga underarter finns listade i Catalogue of Life.